# Zona Rural de São Paulo
A Zona Rural de São Paulo corresponde a quase um terço do território da cidade de São Paulo, possuindo 420 km². Abriga um mosaico esparso e complexo de chácaras, áreas de cultivo de hortaliças, plantas ornamentais e frutas, área de pecuária, bem como unidades de conservação, parques municipais e aldeias indígenas, rodeados pelos diversos núcleos que compõem o tecido urbano.
A maior parte se situa na porção extremo-sul da cidade, chamada de "Zona Rural Sul", a qual abriga 312 unidades produtivas de agricultura familiar.
É demarcada pelo Plano Diretor Estratégico (PDE) da cidade, que assegura sua importância como área de produção de alimentos, de água para abastecimento e de biodiversidade, além de servir ao lazer através do ecoturismo e gerar emprego, renda e inclusão social através de iniciativas de agroecologia e agricultura urbana. 
Cerca de 40 mil pessoas vivem na zona rural paulistana, onde 84% das famílias recebem até 2 salários mínimos. 